# Лєзін Олексій Володимирович
Лєзін Олексій Володимирович (народився 27 лютого 1973, смт Енергетик, Оренбурзька область) — російський боксер-любитель, призер Олімпійських ігор, переможець Ігор доброї волі 1994 року, чемпіон світу з боксу серед любителів і трьохкратний чемпіон Європи.
Не дивлячись на видатні успіхи в любительській кар'єрі, ніколи не починав професійну. Свій останній бій провів в 2004 році і в 2005 році оголосив про відхід зі спорту, на той момент він працював головним інженером із підприємств в рідному Ульяновську.
Олексію Лєзіну присвоєна медаль ордену «За заслуги перед Вітчизною» I ступеня указом Президента РФ № 650 від 21 травня 2007 року.

## Виступ на Олімпіаді

### 1996
- В 1/8 фіналу переміг Михайла Юрченка (Казахстан) — RSC-1
- У чвертьфіналі переміг Рене Монсе (Німеччина) — 9-5
- У півфіналі програв Володимиру Кличко (УКраїна) — 1-4

### 2000
- В 1/8 фіналу програв Одлі Гаррісону (Велика Британія) — 	RSC-4

## Відомі противники
Серед переможених противників Лєзіна по рингу були майбутні чемпіони-професіонали:
- Володимир Кличко — перемога над Володимиром у фіналі чемпіонату Європи 1996 року, і поразка від нього у півфіналі Олімпійських Ігор 1996 року в Атланті
- Віталій Кличко — перемога над Віталієм у фіналі чемпіонату світу 1995 року, і поразка від нього у фіналі чемпіонату світу з боксу серед військовослужбовців того ж року
- Микола Валуєв — перемога над Валуєвим у півфіналі Ігор доброї волі у Санкт-Петербурзі (1994)[3]
- Алексіс Рубалькаба — поразка від Рубалькаба нокаутом у чвертьфіналі чемпіонату світу 1997 року в Будапешті.
- Одлі Гаррісон — програш від Гаррісона на Олімпійських іграх 2000 року в Сіднеї.